# Eois seria
Eois seria là một loài bướm đêm trong họ Geometridae.